# S.W.A.T. – Jednotka rychlého nasazení
S.W.A.T. - Jednotka rychlého nasazení je americký akční kriminální thriller z roku 2003, který natočil Clark Johnson.

## Děj
Při zásahu elitní jednotky v přepadené bance se její dva členové Jim Street a Brian Gamble rozhodnou střílet na jednoho z lupičů držícího rukojmí, ale střela zasáhne rukojmí a Jim s Brianem jsou nuceni opustit tým. To se však Gamblovi nelíbí a odchází od policie, Jim zůstává, ale práci dostal jinou. Druhou šanci dostane, když přijde velitel Dan Harrelson, který má za úkol sestavit pětičlenný tým nejlepších policistů. Po několikatýdenním náročnému výcviku dostanou první náročný úkol — přepravit drogového bosse Alexe Montela, po kterém pátrají téměř všude po světě. Ten před kamerou prohlásí, že zaplatí 100 milionů tomu, kdo jej vysvobodí. Při transportu se tak skutečně stane a začíná hra na psy honící kočky.